# Fray Justo Santa María de Oro
Fray Justo Santa María de Oro är en kommun i Argentina.   Den ligger i provinsen Chaco, i den norra delen av landet, 800 km norr om huvudstaden Buenos Aires.
Trakten runt Fray Justo Santa María de Oro består i huvudsak av gräsmarker. Runt Fray Justo Santa María de Oro är det mycket glesbefolkat, med 6 invånare per kvadratkilometer.